# Darling Scarp

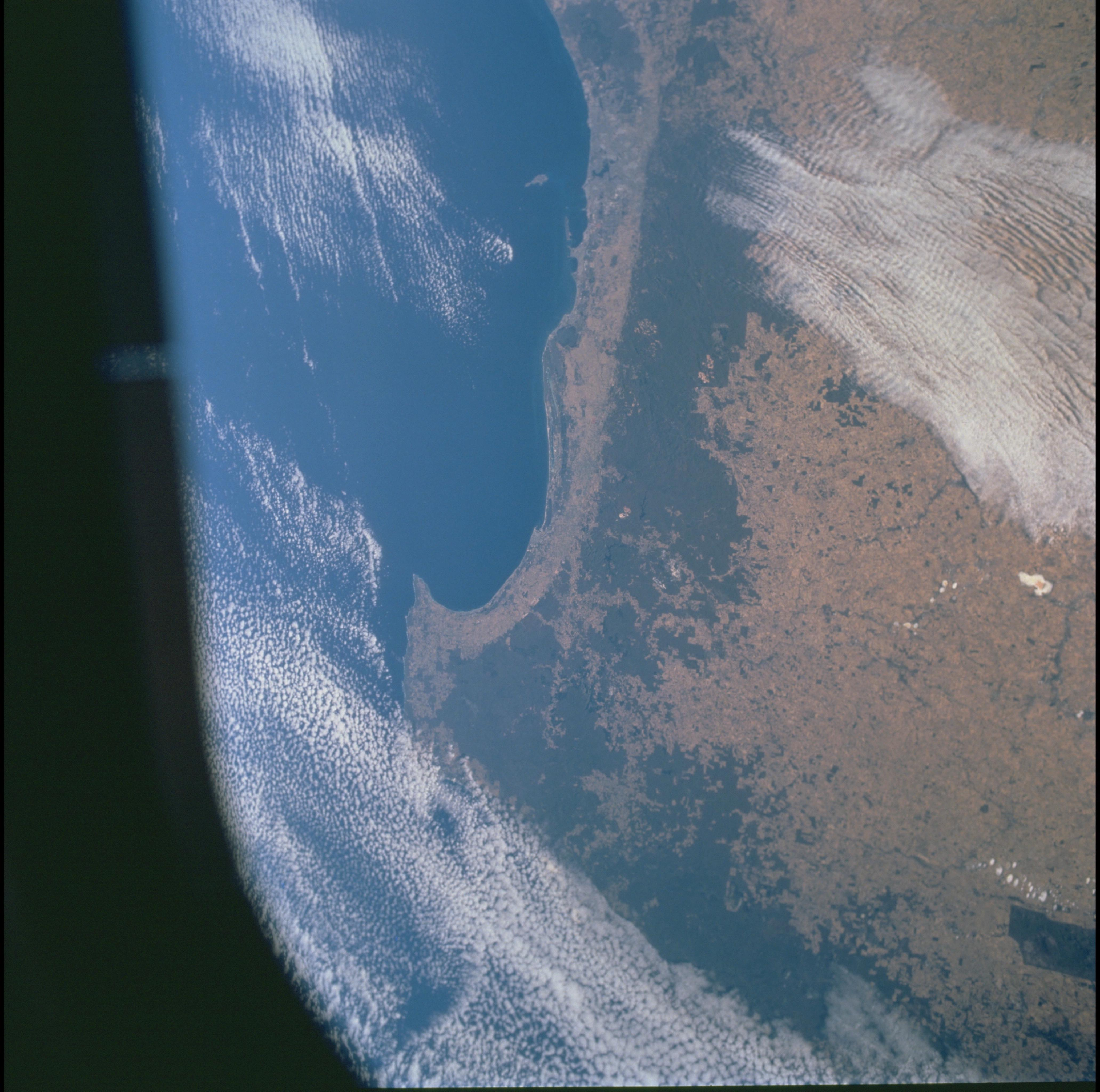
Südwestliches Western Australia aus dem Weltall betrachtet. Das dunkle Grün ist eine dichte Vegetation an und über der Scarp, die als Wälder und Wassereinzugsgebiet erhalten blieb. Die Grenze der Scarp-Vegetation an der Küste stimmt mit der Grenze der Schichtstufe überein.

Die Darling Scarp (auch Darling Range oder Darling Ranges genannt) ist eine geologische Schichtstufe, die nordsüdlich von der Swan Coastal Plain bis nach Perth in Western Australia verläuft. Sie erstreckt sich vom Norden bei Bindoon nach Süden bis nach Pemberton und weiter östlich einschließlich des Mount Bakewell bei York und des Mount Saddleback bei Boddington. Die durchschnittliche Höhe der Bergrücken liegt bei etwa 250 m bis 300 m, die höchste Erhebung ist der Mount Cooke mit 582 m.

## Geschichte
Von dem bergigen Gebiet berichtete erstmals der Botaniker Charles Frazer mit Captain James Stirling, der später zum ersten Gouverneur von Western Australia ernannt wurde, die auf der HMS Success im März 1827 dieses Gebiet erreichten.
Karten aus den 1830er Jahren zeigen die Schichtstufe als General Darlings Range, benannt nach Ralph Darling, einem britischen Gouverneur von New South Wales und später wurde der Höhenzug „Darling Range“ (deutsch: Darling-Bergland) genannt. Dieser Name war bis in das 20. Jahrhundert üblich, obwohl es sich um eine Schichtstufe handelt. Es gibt auch eine Tendenz Lokalitäten auf oder im Osten der Schichtstufe Perth Hills" oder "The Hills" (deutsch: Hill = Hügel) zu nennen.
Die frühesten Überquerungen der Darling Scarp erfolgten durch britische Siedler der Swan River Colony in den 1830er Jahren. Die bekannteste Expedition führte Ensign Robert Dale durch, der Guildford auf der Südseite von  Greenmount Hill durch das Helena Valley erreichte.

## Geologie
Die Darling Scarp entstand als lokale Verwerfung im Gebiet von Perth, die Darling Fault genannt wird, eine bedeutende und vorgeschichtliche geologische Diskontinuität im Archaikum des Yilgarn Craton, die im Osten durch die jüngere Gebirgsbildung von Pinjarra und im Westen durch das Perthbecken, einem Sedimentbecken aus dem Phanerozoikum überlagert wird. Die Darling Fault erstreckt sich über 1.000 km aus dem Gebiet der Shark Bay bis zur Südküste von Western Australia östlich von Albany. Das Gebiet der Darling Scarp muss früher einmal mit der Verwerfung verbunden gewesen sein, aber sie erodierte etwa 15 km östlich. Die ursprüngliche Lage der Scarp muss bei der unüblichen Landbildung gelegen haben, die als  Ridge Hill Shelf bekannt wurde.
Die im Archaikum entstandenen Granite und Gneise des Yilgarn Craton formten die Höhen der Perth Hills und sie können an Aufschlüssen in der Nähe von Straßen betrachtet werden, ein gutes Beispiel hierfür befinden sich im Gebiet des Mundaring Weir. Die einzigen erkennbaren Sedimente des Perthbeckens, westlich der Verwerfung, stammen aus dem Känozoikum und enthalten Material wie Sande aus Kalkstein und Travertin sowie Sanddünen auf denen die Stadt Perth gebaut ist, einschließlich der Sanddünen des Pleistozän, die während der letzten Eiszeit geformt wurden.
Das Gebiet ist ein Teil des größeren Yilgarn Blocks, der wiederum ein Teil des West Australian Shields ist.

### Klimatische Auswirkungen
Häufig kündigt das Bureau of Meteorology unterschiedliches Wetter für The hills in Gegenüberstellung zur Swan Coastal Plain an.
Auch in den traditionell heißen Sommern, wehen starke östliche Winde über die ‘’Darling Scarp’’ und erzeugen ernsthafte Probleme für Flugzeuge, die die Landebahnen des Perth Airport nutzen.
In einem Artikel über den Flughafen Perth von 1999 ist dokumentiert, dass durch diese Windeinwirkung ein Flugunfall verursacht wurde. Aufsteigende Winde führen darüber hinaus zu Regenwolken, die sich über dem bergigen Gelände ergießen und höhere Niederschläge als an den benachbarten Küstengebieten verursachen.

## Landnutzung
In der Schichtstufe sind Steinbrüche angelegt worden; es wird Bauxit abgebaut und Forstwirtschaft betrieben. Wegen der extensiven Nutzung der Hölzer der Jarrah-Forste mit ihrer guten Holzqualität entstanden durch den Eisenbahn- und Sägewerkbau Siedlungen.

### Wasserversorgung
Im frühen 20. Jahrhundert wurden die meisten Flüsse aus der Darlings Scarp zur Wassergewinnung aufgestaut. Die Dämme der Schichtstufe und wenige im Inland sind: Mundaring Weir (am Helena River), Serpentine Dam und Pipehead (Serpentine River), Wungong Dam, Churchman's Brook Dam, North Dandalup Dam, South Dandalup Dam (in zwei Dandalup-Gebieten) und der Canning Reservoir (am Canning River). Das einzige frei fließende Gewässer aus der Darling Range in der Peel Region ist der Dirk Brook bei Keysbrook.
Die Darling Scarp definiert auch die östlichste Ausdehnung verschiedener Grundwasserschichten aus den Sedimenten des Perthbeckens, vor allem das südwestliche Yarragadee Aquifer. Die Darling Scarp formt die Teilung zwischen dem hypersalinen Grundwasser des darunter liegenden Yilgarn Craton vom Frischwasser des Perthbeckens. Einige Staudämme entlang der  Darling Scarp werden durch Wässer versalzen, die über die Granitschichten in die Staudammgewässer einfließen und müssen deshalb durchmischt werden, um die erforderliche Wasserqualität zu erhalten.

### Steinbrüche

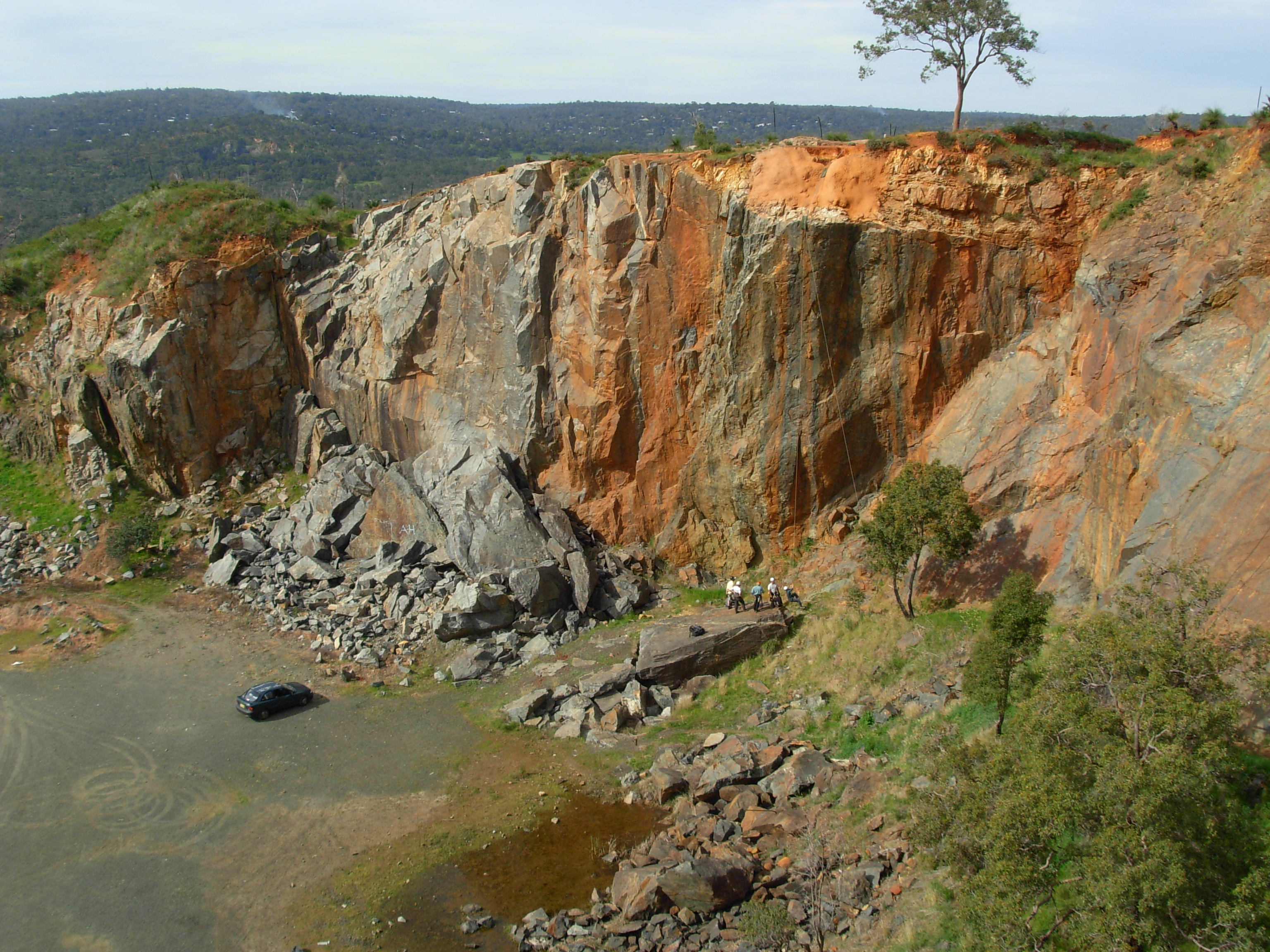
Statham's Quarry, der heute zum Bergsteigen genutzt wird

In den frühen Jahren der Mitte des 20. Jahrhunderts existierten zahlreiche Steinbrüche am Ende der Schichtstufe, erkennbar an ihrer Auswirkung auf die Ästhetik und Umwelt.
Im Gebiet des Helena River und seiner Täler bis zu den Sanden des Swan Coastal Plain sind vier Steinbrüche erkennbar, obwohl sie seit 50 Jahren nicht mehr genutzt werden. Die Steinbrüche Mountain Quarry und Statham's Quarry werden heute als Trainingsmöglichkeiten für Bergsteiger genutzt
- Bluestone Quarry ist ein Name aus den 1850er Jahren, später auch als Greenmount Quarry von den 1850er bis in die 1920er Jahre genannt, bei Greenmount Hill auf der Westseite des Greenmount-Nationalpark.
- Mountain Quarry, heute üblicherweise als Boya Quarry bezeichnet, liegt südlich von Greenmount Hill und schloss seinen Betrieb 1963.
- Byford brickworks (State Brickworks), Schieferton-Bruch, vermutlich von Anfang des 20. Jahrhunderts bis zum Zweiten Weltkrieg im Abbau.
- Fremantle Harbour Works Quarry: etwa der C.Y.O’Connerss Mole Reconstruction Quarry, später als Public Works Quarry bekannt, heute das Hudman Road Amphitheatre am Ende der lokalen Grenze von  Darlington – Boya arbeitete von den 1900er bis in die 1930er Jahre.
- Statham’s Quarry, ein Diabas-Steinbruch bei Gooseberry Hill liegt am nördlichen Ende der Kalamunda-Zig-Zag-Formation.
- Armadale Brickworks (State Brickworks) , Bedfordale Hill, Schieferton-Bruch, vermutlich im 20. Jahrhundert im Abbau, mit einem Gleisanschluss zur Eisenbahn und zum South Western Highway zum Erztransport.

Weitere Steinbrüche in der Schichtstufe befinden sich im Gosnells- und Herne-Hill-Gebiet.
Um die westliche Ansicht der Schichtstufe zu erhalten, wurden im 20. Jahrhundert rechtliche Restriktionen erlassen, die den Ausbau dieser Landnutzung einschränkten.

### Bauxitabbau
Im späten 20. Jahrhundert korrelierte die Ausweitung des Abbaus von Bauxit und die extensive Jarrah-Wälder und es gab gegen den Bauxit-Bergbau Proteste, eine dieser aktiven Gruppen war die Campaign to Save Native Forests.
Diese Proteste zwangen die Regierung und die Bergbaugesellschaften, ihre Absichten zu ändern und es gelang, Teile der Wälder vom Bergbau auszunehmen.
Der heutige Bergwerksbetrieb in der Region ist extensiv; die Hauptminen befinden sich bei Huntly and Willowdale.

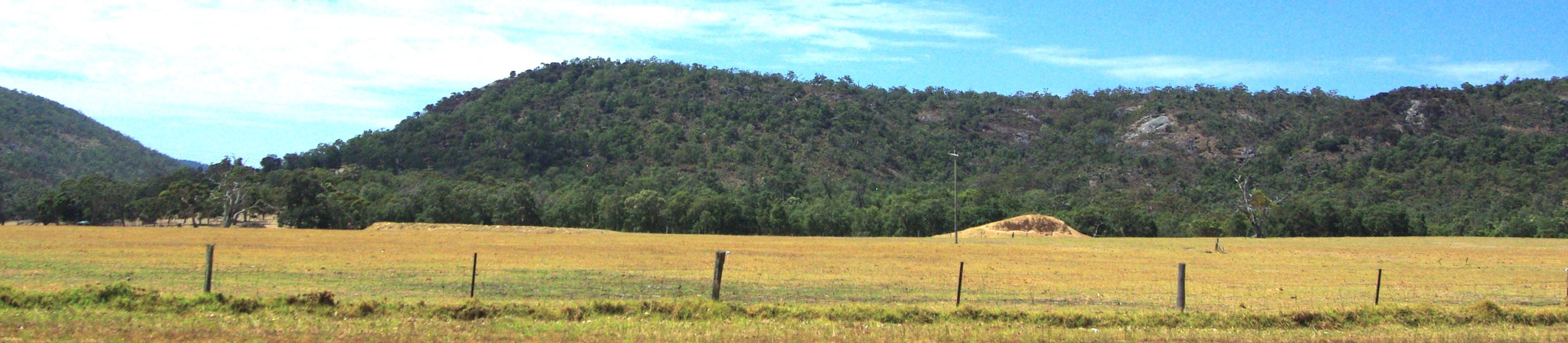
Die Darling Scarp vom South West Highway aus zwischen Armadale und Pinjarra betrachtet

### Eisenbahnen
Die Baulichkeiten und die Entwicklung von Eisenbahnanschlüssen in der Darling Scarp erfolgten auf drei unterschiedlichen Hauptrouten in über achtzig Jahren.
- Die Eastern Railway überwand als erste Eisenbahngesellschaft die Darling Scarp in den 1880er Jahren entlang ihrer first route durch Greenmount (wo drei der zahlreichen Steinbrüche später den Erhalt der Eisenbahnstrecke sicherten).
- In den 1890er Jahren führte die second route durch den Swan View Tunnel und John-Forrest-Nationalpark.
- In den 1960er Jahren ermöglichte dies die third route mit geringerer Steigung durch das  Avon Valley
- Die Kalamunda Zig Zag oder Upper Darling Range Railway überquerte bis 1949 über die südlichste Schichtstufe des Helena Valley die Scarp.
- Die Millar-Timberlinie operierte südlich bis Yarloop, nördlich durch Jarrahdale bis Jarrahglen, östlich von Byford und der Chandler mill.

### Vorstädte von Perth in der Darling Scarp
Die Vorstädte am Ende der Scarp, die am westlichen Ende der Scarp liegen, bieten ausgezeichnete Blicke auf die Swan Coastal Plain:
Die Vororte bei Midland und Kalamunda werden oft als Perth Hills  bezeichnet:
| Bei Midland   | Bei Kalamunda   | Bei Armadale |
| ------------- | --------------- | ------------ |
| Stratton      | Carmel          | Martin       |
| Swan View     | Gooseberry Hill | Roleystone   |
| Greenmount    | Lesmurdie       | Karragullen  |
| Darlington    | Walliston       | Bedfordale   |
| Boya          | Bickley         | Jarrahdale   |
| Helena Valley | Pickering Brook | Wungong      |

### Fernsehtürme
In den Vororten im Süden von Kalamunda befinden sich die Niederlassungen zum Betrieb der Fernsehtürme für Perth. Ein weiterer Fernsehturm liegt am Mount Lennard bei Collie der die südwestlichen Gebiete einschließlichthat Services the Southwest areas including Bunbury.

## Conservation

### Baumsterben und Feuer
Auch im 20. Jahrhundert verursachte die Phytophthora cinnamomi ein Baumsterben an den Jarrah-Bäumen in großen Teilen der Wälder. Heutzutage hilft nur die Einschränkung des Zugangs von Fahrzeugen um das Baumsterben zurückzudrängen. Dies erfordert größere Akzeptanz und Öffentlichkeit für die Entscheidung Fahrzeuge nach dem Absolvieren verschiedener Strecken abzuwaschen.
Im späten 2004er Jahr, ereignete sich das größte Buschfeuer im Northern Jarrah Forest der letzten 100 Jahre, das signifikante Auswirkungen für die Wälder hatte. Als ein Ergebnis dieses intensiven Feuers, erweiterte die Regierung das kontrollierte Abbrennen entlang der Grenzen der Wälder um das entflammbare Material zu reduzieren.
In den frühen 2000er Jahren ereigneten sich im Greenmount-Nationalpark und John-Forrest-Nationalpark wiederholt Buschfeuer – in den meisten Fällen durch Brandstiftung.

### Darling Range Regional Park
Ein Netzwerk von Schutzgebieten im Crown Land auf der Scarp sind in der Absicht mit einem regionalen Park verbunden, um ihn zu schützen.
In den meisten Fällen haben die Schutzgebiete individuelle Namen und sind in größere Parks integriert, wie beispielsweise in den Serpentine-Nationalpark, John Forrest-Nationalpark und Greenmount-Nationalpark, oder sind einfach als State Forests oder als nummerierte Parks benannt, beispielsweise State Forest No 42
Nach einem Namenswechsel in 2005 wurde der separate Park als 'Parks of the Darling Range' benannt und erstreckt sich über 23.948 ha auf der Scarp. Weiter wurden im August 2008 den Parks Namen von Aborigines verliehen.
- Beelu-Nationalpark
- Korung-Nationalpark
- Midgegoroo National Park (früher Canning National Park[11])
- Banyowla Regional Park (früher Kelmscott-Martin Regional Park)
- Mundy Regional Park (früher Kalamunda Regional Park)
- Wooroloo Regional Park (früher Chidlow Regional Park)

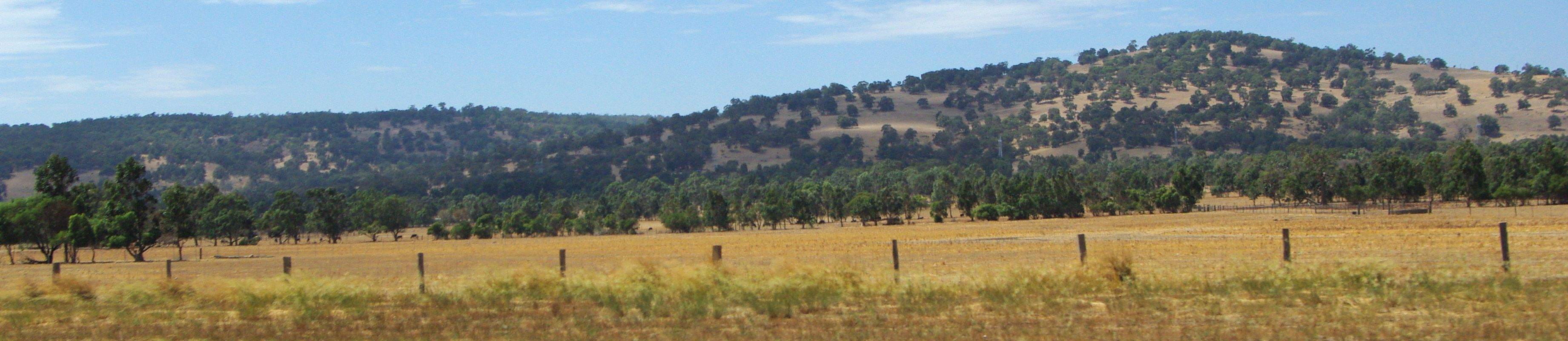
Darling Scarp vom South West Highway aus zwischen Armadale und Pinjarra betrachtet

- Wungong Regional Park

## Berghöhen
- Mount Cooke (582 m)
- Mount Dale (546 m)
- Mount Gunjin (399 m)